# Graco
Graco (укр. Грако) — американський виробник систем та продуктів для обробки рідин, що базується в Міннеаполісі, штат Міннесота .

## Історія
Рассел Грей, службовець стоянки в Міннеаполісі, заснував у 1926 році Gray Company, Inc. разом зі своїм братом Лейлом Греєм, щоб виробляти та продавати лубрикатор з пневматичним двигуном, винайдений через холодну погоду, внаслідок якої ручні мастильні пістолети (лубрикатори) були непрацездатними. Продаж в перший рік роботи становив 35 000 доларів. До 1941 року річний обсяг продажу досяг 1 мільйона доларів. Під час Другої світової війни вони активно виконували військові замовлення.
Після Другої світової війни Graco почала розширювати спектр послуг, розробивши насос для фарби та насоси для промислових рідин безпосередньо з барабана. До середини 1950-х вони збільшили продажі до 5 мільйонів доларів США та 400 співробітників і обслуговували потреби в обробці рідин у найрізноманітніших галузях промисловості.
Лейл Грей помер у 1958 році, і на посту президента його змінив Гаррі А. Мерфі. Його змінив Девід А. Кох у 1962 році. У 1969 році, коли Gray Company стала публічною і змінила назву на Graco, її річний обсяг продажів становив вже 33 мільйони доларів.
Після придбання компанії HG Fischer & Co, що виробляє електростатичні оздоблювальні вироби, продажі Graco продовжували зростати. До 1980 року продажі зросли до 100 мільйонів доларів.